# Franjevački samostan na Manastiru u Prološkom blatu
Franjevački samostan, samostan na otočiću Manastiru u privremenom jezeru Prološkom blatu, područje Donjeg Prološca, općina Proložac. Predstavlja zaštićeno kulturno dobro.

## Opis dobra
Na otočiću „Manastir“ pod sjevernim liticama jezera Prološko blato nalaze se ostaci franjevačkog samostana. Longitudinalna građevina s osam prostorija sagrađena je za potrebe imotskih fratara vjerojatno tijekom 17. stoljeća. Ostaci samostana su u vrlo lošem stanju. Zidovi su urušeni, a čitavi kompleks je zarastao i gotovo nepristupačan.

## Zaštita
Pod oznakom Z-3996 zaveden je kao nepokretno kulturno dobro - arheologija, pravna statusa zaštićena kulturnog dobra, klasificirano kao "kopnena arheološka zona/nalazište".